# Rockstar Games
Рокстар гејмс (енгл. Rockstar Games) је амерички произвођач и издавач видео-игара са седиштем у Њујорку, под власништвом Тејк-ту интеректива (енгл. Take-Two Interactive). Овај бренд је најпознатији по серијама видео-игара Grand Theft Auto, Max Payne, L.A. Noire, The Warriors, Bully, Manhunt, Midnight Club, State of Emergency, и Red Dead. Рокстар откупљује мање фирме и студије, па их преименује у слична имена (сви огранци имају реч рокстар у имену). Док се већина фирми које откупи Тејк-ту интеректив придружи Рокстару, неколико њих се придружи другом Тејк-ту огранку - 2К гејмс (енгл. 2K Games). Рокстар гејмс су 1998. године у Њујорку основали енглески продуценти видео-игара Сем Хаузер, Ден Хаузер, Тери Донован, Џејми Кинг и Гари Форман. Рокстар гејмс такође има мокап студио у Бетпејдџу.

## Циљ компаније
У октобру 2011. је Ден Хаузер, сувласник Рокстара, рекао за јапански магазин Фамицу да Рокстар намерно избегава развој пуцачина из првог лица. „Намерно то избегавамо“, рекао је, према преводу са 1UP.com. „Нама је у крви да избегавамо оно што друге компаније раде. Претпостављам да би се могло рећи да је Макс Пејн 3 нешто налик пуцачини из првог лица, али постоје заиста јединствени аспекти на поставци и гејмплеју, такође, а не само у причи. Морате да имате оригиналност у својим играма; морате имати неку врсту интересантне поруке. Може се рећи да је циљ Рокстара да има играче који заиста осећају оно што ми покушавамо да урадимо“. Хаузер је рекао да је Рокстар „сам направио нове жанрове са играма попут GTA серијала. Нисмо се ослањали на сведочења у пословном уџбенику да урадимо оно што смо урадили. Мислим да смо успели управо зато што се нисмо фокусирали на профит... Ако направимо врсту игара какву желимо да играмо, онда верујемо да ће их људи и купити.“.

## Огранци Рокстара
| Назив на енглеском   | Назив на српском      | Године рада | Седиште                               |
| -------------------- | --------------------- | ----------- | ------------------------------------- |
| Rockstar Leeds       | Рокстар Лидс          | од 2004.    | Вортли, Лидс, Енглеска                |
| Rockstar Lincoln     | Рокстар Линколн       | од 1999.    | Линколн, Енглеска                     |
| Rockstar London      | Рокстар Лондон        | од 2005.    | Челси, Лондон, Енглеска               |
| Rockstar New England | Рокстар Нова Енглеска | од 2008.    | Андовер, Масачусетс, САД              |
| Rockstar North       | Рокстар норт (север)  | од 2002.    | Единбург, Шкотска                     |
| Rockstar San Diego   | Рокстар Сан Дијего    | од 2003.    | Карлсбад, Калифорнија, САД            |
| Rockstar Toronto     | Рокстар Торонто       | од 1999.    | Оквил, Онтарио, Канада                |
| Rockstar Vancouver   | Рокстар Ванкувер      | 2002—2012.  | Ванкувер, Британска Колумбија, Канада |
| Rockstar Vienna      | Рокстар Беч           | 2003—2006.  | Беч, Аустрија                         |

## Списак видео-игара
- Earthworm Jim 3D (1999)
- Evel Knievel: The Game (1999)
- Grand Theft Auto: London 1961 (1999)
- Grand Theft Auto 2 (1999)
- Thrahser Presents Skate and Destroy (1999)
- Austin Powers: Oh Behave! (2000)
- Austin Powers: Welcome to My Underground Lair! (2000)
- Wild Metal: Reclaim the Future (2000)
- Midnight Club: Street Racing (2000)
- Surfing H30 (2000)
- Smuggler's Run (2000)
- Smuggler's Run 2: Hostile Territory (2001)
- Oni (2001)
- Max Payne (2001)
- Grand Theft Auto III (2001)
- The Italian Job (2001)
- State of Emergency (2002)
- Smuggler's Run Warzones (2002)
- Grand Theft Auto: Vice City (2002)
- Midnight Club II (2003)
- Max Payne 2: The Fall of Max Payne (2003)
- Manhunt (2003)
- Red Dead Revolver (2004)
- Grand Theft Auto Advance (2004)
- Grand Theft Auto: San Andreas (2004)
- Midnight Club 3: DUB Edition (2005)
- The Warriors (2005)
- Grand Theft Auto: Liberty City Stories (2005)
- Midnight Club 3: DUB Edition Remix (2006)
- Rockstar Games Presents Table Tennis (2006)
- Bully (2006)
- Grand Theft Auto: Vice City Stories (2006)
- Manhunt 2 (2007)
- Grand Theft Auto IV (2008)
- Midnight Club Los Angeles (2008)
- Midnight Club LA Remix (2008)
- Grand Theft Auto: The Lost and Damned (2009)
- Grand Theft Auto: Chinatown Wars (2009)
- Beaterator (2009)
- Grand Theft Auto: The Ballad of Gay Tony (2009)
- Grand Theft Auto: Episodes from Liberty City (2009)
- Red Dead Redemption (2010)
- Red Dead Redemption: Undead Nightmare (2010)
- L.A. Noire (2011)
- Max Payne 3 (2012)
- Agent (у развоју, датум објаве непознат)
- Grand Theft Auto V (17. септембар 2013)
- Red Dead Redemption 2 (26. октобар 2018)